# Ostredkowý grúň
Ostredkowý grúň (1250 m) – szczyt w Wielkiej Fatrze na Słowacji. Znajduje się w turczańskiej gałęzi Wielkiej Fatry, pomiędzy szczytami Malý Lysec (1297 m) i Jarabiná (1314 m). W kierunku północno-zachodnim opada z niego krótki grzbiet dzielący górną część Hornojsenskej doliny (Hornojasenská dolina) na dwie odnogi. Stoki południowo-zachodnie opadają do Kornietovej doliny (lewe odgałęzienie Ľubochnianskiej doliny).
Ostredkowý grúň jest porośnięty lasem. Górną część jego stoków objęto ochroną rezerwatową; po północno-zachodniej stronie jest to rezerwat przyrody Madačov, po południowo-zachodniej rezerwat przyrody Kornietová, ponadto całość stoków po tej stronie znajduje się w obrębie  Parku Narodowego Wielka Fatra.

## Turystyka
Grzbietem Ostredkowego grúnia prowadzi szlak turystyczny – Magistrala Wielkofatrzańska (Veľkofatranská Magistrála).
  Ľubochňa – Kopa – Tlstý diel – Ľubochianske sedlo – Vyšne Rudno – sedlo Príslop – Chládkové – Kľak – Vyšná Lipová – Jarabiná – Malý Lysec – Štefanová – Javorina – Šoproň – Chata pod Borišovom. Odległość 24,1 km, suma podejść 2140 m, czas przejścia 8:40 h (z powrotem  8 h).